# Cazaci din Semirecie
Armata cazacilor din Semirecie  (în limba rusă: Семиреченское казачье войско) a fost o armată căzăcească din Imperiul Rus, situată în oblastia Semirechie (care ocupa în trecut cea mai mare parte a Kîrgîzstanului și în plus câteva regiuni ale Kazahstanlui). Centrul administrativ al Armatei a fost orașul Verni. 
Armata cazacilor din Semirecie a fost creată prin detașarea unei părți a Armatei cazacilor siberieni în 1867. Armata era condusă de un ataman, care era în același timp și guvernator militar al oblastiei, subordonat „Guvernatorului general al stepei” începând din 1882, și „Guvernatorului general al Turkestanului” începând cu 1899. 
Armata cazacilor din Semirecie mobiliza în timp de pace un regiment de cavalerie, (4 sotnii) și un pluton de gardă. Pe timp de război erau mobilizate 3 regimente de cavalerie și 12 sotnii independente. Armata cazacilor din Semirecie stăpânea 7.440 km² de teren, din care 710 km² de teren arabil. Populația Armatei în 1916 era de aproape 45.000 de oameni.
Armata cazacilor din Semirecie a sprijinit politica rusă de tip colonialist din Kîrgîzstan și Kazahstan, a luat parte la luptele pentru cucerirea Asiei Centrale și la cele ale Primului Război Mondial. În timpul războiului civil, liderii cazacilor din Semirecie s-au opus puterii bolșevice. După înfrângerea Mișcării Albe, guvernul de la Moscova a desființat Armata din Semirecie, iar membrii acesteia au fost supuși procesului de „descazacizare”. Majoritatea cazacilor din regiune au fost deportați în regiunea Arctică a Rusiei (Extremul Nord). 